# カベッラ・リーグレ
カベッラ・リーグレ（伊: Cabella Ligure）は、イタリア共和国ピエモンテ州アレッサンドリア県にある、人口約500人の基礎自治体（コムーネ）。

## 地理

### 位置・広がり
| 隣接するコムーネは以下の通り。括弧内のPCはピアチェンツァ県所属を示す。 - アルベーラ・リーグレ - カッレーガ・リーグレ - ファッブリカ・クローネ - モンジャルディーノ・リーグレ - オットーネ (PC) - ロッケッタ・リーグレ - ツェルバ (PC) |

### 地震分類
イタリアの地震リスク階級 (it) では、3 に分類される
。

## 行政

### 分離集落
カベッラ・リーグレには、以下の分離集落（フラツィオーネ）がある。
- Capanne di Cosola, Casella, Centrassi, Cornareto, Cosola, Cremonte, Dova Inferiore, Dovanelli, Dova Superiore, Guazzolo, La Colonia, Malga di Costa Rivazza, Piancereto, Pobbio Inferiore, Pobbio Superiore, Piuzzo, Rosano, Selvagnassi, Serasso, Teo